# 足立光宏
足立 光宏（あだち みつひろ、1940年3月10日 - ）は、大阪府大阪市出身の元プロ野球選手（投手）。阪急ブレーブスの主戦投手として、1967年のリーグ初優勝から1978年に至る「黄金時代」を支えた。

## 来歴

### 家系
足立忠太郎の長男として大阪府大阪市此花区において生れる。本籍地の兵庫県氷上郡遠坂村（現・丹波市青垣町遠阪）は、丹波足立氏の本拠地で、光宏はその嫡流子孫の一人にあたる。足立家の祖は、藤原北家流・遠兼の子遠元で、遠兼が武蔵国足立郡（現・東京都足立区近郊）に移り足立氏を称した。承元3年（1209年）丹波国氷上郡佐治庄の新補地頭職となった遠元の孫の遠政が、足立一族を率いて武蔵国より佐治庄小倉へ移住し、山垣城・遠阪城を本拠として築き、丹波足立氏の祖となった。

### プロ入り前
父・忠太郎は成人後に氷上郡の本貫を離れた。父は大阪でメリヤス工場を営んでいたが、大阪大空襲に罹災して自宅も工場も焼失し、光宏自身も空襲から何度も逃げる経験をして「人間として性根も腹も据わったね。プロでもピンチでびびったことがないもん」と回想している。焼け出されたため兵庫県尼崎市の親類宅に移り、田畑を走り回る「ガキ大将」の少年時代を過ごす。貧しい生活の中、小学5年生の時に父からグラブを買い与えられ、道具を大切に使う習慣が身についたという。その後、大阪市内に戻った。
大阪市立下福島中学校時代までは我流のフォームで「上からも横からも投げた」という。大阪市立西高等学校1年生時に肘に軟骨ができたことから、1年の休養を余儀なくされた。休養を経て痛みは消えたが、再発への不安から痛みのないフォームを模索するうち徐々に腕の位置が下がり、アンダースローで投げるようになった。
高校卒業後は勧誘を受けて社会人野球の大阪大丸に進む。野球チームを持つ製薬会社からも勧誘があったが、就職先で仕事ができる（高校が商業科だったため、そろばんと簿記の知識があった）ことが決め手だった。
1958年の第29回都市対抗野球大会に、ルーキーながら全鐘紡の補強選手として出場。2回戦で東洋紡岩国を降し勝利投手となる。準々決勝では先発してニッポンビールの北川芳男らと投げ合い、完投するも0-1で惜敗。この大会での好投がプロのスカウトの目に留まる。

### 現役時代
1959年に阪急ブレーブスに入団。読売ジャイアンツ（巨人）、阪神タイガース、広島カープなどからも誘われたが、東京嫌いで巨人は眼中になく、「やりがいが一番ありそう」だったことと「ほのかにヨネカジさんにも憧れがあった」という理由で阪急を選んだ。開幕戦だった4月10日の対東映フライヤーズ戦で7回から登板して3イニングを抑え、勝利投手となる。しかし、その後は伸び悩んだ。当初の球種は直球とカーブだけであったが、下手投げ特有の浮き上がる速球を武器とした（同じく浮き上がる速球が武器の投手として杉浦忠が有名だが、若い頃、杉浦を想定してのバッティング投手をやらされることがよくあったという）。加えて、コントロールの良さにも定評があった。1962年、春のキャンプから好調だったが、監督の戸倉勝城に干されて登板のチャンスを得られず、5月初旬の沖縄遠征からも漏れてしまった。しかし、5月24日の対南海戦に初先発すると、いきなり1試合17奪三振のプロ野球記録（当時）をマーク。同年は米田哲也（20勝）・梶本隆夫（14勝）に次ぐ8勝に防御率1.96を挙げて頭角を現す。
1963年に監督に就任した西本幸雄に足立は多用され、47試合、200イニングス超の登板を果たす。しかし、内から湧き出る力がバランス良く球に乗り移らずいたずらに空転している感じで、勝ち星を伸ばせず、6勝18敗、防御率3.45に終わった。負けが多くても使ってくれた西本への信頼感に応えるため、足立は練習に力を入れた。1964年には13勝を挙げて初めて規定投球回に到達してリーグ10位の防御率2.78を記録。以降、1964年15勝、1965年17勝と勝ち星を伸ばす。1967年には20勝10敗・防御率1.75で最優秀防御率のタイトルを獲得して阪急の初優勝に大きく貢献、投の米田・梶本、打のスペンサー・長池を抑えてMVP にも選ばれた。V9さなかの巨人との日本シリーズでも4試合に登板。第2戦では堀内恒夫と投げ合い完投するものの0-1で惜敗。第4戦は金田正一に投げ勝ち完投勝利、第5戦もリリーフで2勝目を挙げる。チームは2勝4敗で日本一を逃すが、同シリーズの敢闘賞を受賞した。
しかし、翌1968年のキャンプ中に肩を故障、オープン戦でもそれを押して登板しさらに悪化した。右手では顔を洗えないほどの重傷であったが、トレーニングを続けるうちに痛みが和らいでいき、9月末には先発に復帰する。巨人との日本シリーズでは2試合に先発。第2戦では5失点を喫し5回に降板、敗戦投手となった。1969年も5月に故障し2勝と低迷。しかし巨人との日本シリーズは全6試合のうち5試合に登板。第2戦では宮本幸信をリリーフして延長10回サヨナラ勝ち、第5戦では完投勝利を飾った。
故障によってそれまでの球威は失われたが、この間に習得したシンカーを武器に復活。1971年は19勝、防御率2.49（山田久志に次ぐリーグ2位）を記録した。また、前年の1970年から17連勝を記録した。この記録は2022年に山本由伸に更新されるまでは球団記録だった。プロ野球全体でも2022年現在8位の記録である。この年、日本プロ野球で最後の没収試合となった7月13日の対ロッテオリオンズ戦で、（ロッテ側の責で没収となったため）勝利投手となった。
巨人との日本シリーズでは2試合に先発するがいずれも敗戦投手となる。翌1972年も16勝、防御率2.63（リーグ5位）を記録し、初のダイヤモンドグラブ賞を獲得。巨人との日本シリーズでは第3戦で堀内恒夫に投げ勝ち完投勝利。巨人に阻まれ日本一はならなかったが、米田哲也・梶本隆夫・山田久志らとともに阪急黄金時代を支えた。足立は当時について、「この頃はもう三振取るのに3球投げるのもしんどくて、1球でいかに打ち取るかを考えていた。それには相手を打ち気にさせて芯を外す。それがシンカーのシンカ（真価）ですしな」と駄洒落を交えて振り返っている。コントロールが良かったにもかかわらず、この頃から死球が増え始めたが、「球が遅いので、踏み込まれないように時々警告の意味を込めて内角を厳しく攻めた」結果だという。
33歳で迎えた1973年には体力的な衰えと技術的な壁に苦しみ、再び4勝と低迷する。背景にはこの年から審判がセットポジションでの静止を厳格に見るようになり、モーションまでの時間が短い足立はボークを7つも取られてリズムが狂った面もあった。今度は以前からの持ち球であったカーブに磨きをかけ、2種類のカーブを投げ分ける技術に加えて、さらに打者の呼吸や狙いを外す駆け引きも身につけ、1974年から3年連続2桁勝利を記録した。1975年の広島東洋カープとの日本シリーズでも3試合に先発するが、勝敗はつかなかった。1976年には足立からシンカーを盗み学んだ山田が26勝を挙げると、足立自身も17勝を挙げ、阪急の完全優勝（2シーズン制の前後期ともに優勝）に貢献する。巨人との日本シリーズでは3試合に先発、阪急3連勝のあと巨人に3連敗を喫して逆王手をかけられた最終第7戦ではクライド・ライトに投げ勝って完投勝利し、悲願の打倒巨人を果たした。この年日本一が決まったのは周りが約5万人の巨人ファンの観客の後楽園球場だったということで、当時のマスコミにおいては「一人で5万人と戦った男」と評された。
1977年シーズン終盤、長年アンダースローの低い投球姿勢を支え続けた膝を故障（左膝関節炎）する。左膝の骨が摩耗し、水がたまるようになっていた。登板時には膝をテーピングとサポーターで固定し、投げ終わるたびに膝から水を抜く対応を余儀なくされた。それでも日本シリーズでは巨人に完封勝ちした。1978年には足立は公式戦はあきらめ、日本シリーズに賭けようと決める。公式戦は故障の影響もあってわずか4勝に終わるが、ヤクルトスワローズとの日本シリーズでは2試合に先発。第3戦で完封勝利、最終第7戦では大杉勝男に疑惑の本塁打を浴びるなど2失点で敗戦投手となるが、シリーズ敢闘賞を獲得している。1979年からは一軍投手コーチ兼任となるも、勝ち星を挙げることはなく、登板の機会がなかった1980年限りで現役引退した。1979年限りでの引退ともされるが、1980年もコーチ兼任で選手登録がされている。
フィールディングに長け、ダイヤモンドグラブ賞を通算4度受賞している。また、通算暴投数は4であり、3000イニング以上の投手（史上28名、2021年終了現在）の中では最も少ない。

### 引退後
引退後は1981年から1985年まで阪急二軍投手コーチを経て、1986年より阪急・オリックスのスカウトとなる。
2009年2月より関西学院大学硬式野球部の臨時コーチに就任し、2017年まで務めた。
現役時代のトロフィーやユニフォームの大半は、阪神・淡路大震災で西宮市の自宅が被災して転居した際に処分した。ブレーブスOBによるトークイベントには「そういう場は苦手」という理由で出演を固辞し、現役時代の映像も見ないという。

## 特筆

### 日本シリーズ男
日本シリーズに強く、ON砲のいるV9巨人に対し好成績を挙げた数少ない投手である。日本シリーズ通算9勝（5敗）は歴代3位タイ。そのうち巨人戦で8勝4敗の好成績を残している。巨人のV9時代、阪急の対巨人成績は8勝20敗だが、阪急が挙げた8勝のうち5勝が足立によるものである。
3回目となる1969年の日本シリーズの時に、短期決戦では公式戦と違って「勝つためには1点やるときにはやったらええんやな」という「極意」を得たと述べている。
1976年の日本シリーズでは、阪急が3連勝の後3連敗。そして11月2日の第7戦に当時36歳の足立が登板した。巨人のチャンスになれば5万人のジャイアンツコールが起こる雰囲気だった。6回に1-2と逆転されなお1死満塁となったとき、足立は「もっと騒げ」とつぶやいて、打者の淡口憲治をシンカーで投手ゴロの本塁→一塁の併殺打に打ち取り、ピンチを脱した。このときの「もっと騒げ」について足立は、自分への声援と考えれば奮い立つことと、声援で淡口が「冷静さを失う」からだと述べている。続く7回に森本潔が逆転本塁打を放ち、終盤に近づくと観客から場内にものが投げ込まれた。そのとき再び足立は「もっと騒げ」を口にした。足立は完投勝利を挙げ、阪急の2年連続日本一、打倒巨人に貢献した。足立はこのシリーズを振り返り、「緊張感がなかったわけじゃないけど、我を忘れるということはなかった。向こう（巨人）も興奮しているので、こっちは冷静なほうが扱いやすかった」、「ONは2人いると怖いが、1人だけ（王貞治）なら全部歩かせればいいんだから怖くない。勝負しなきゃならない場面でもホームランさえ打たれなければいいという気持ちで五分の力で投げればいい。他の打者と勝負したほうが楽に決まってる」と語っている。実際、足立は第2戦、第4戦では王に本塁打を許しているが、大一番となった第7戦では王に2四球を出したものの要所を締めて完投勝利した。
また膝を故障した1978年はシーズン4勝6敗という成績だったが、シーズン終盤から日本シリーズに照準を合わせ調整。ヤクルトとの同年の日本シリーズでは第3戦で鈴木康二朗と投げ合い完封を果たした。この時のインタビューで「日本シリーズは西宮（5戦目）で終わりますよ」と発言した。1977年の日本シリーズ第2戦（対巨人）と2試合連続の完封はシリーズタイ記録で、この2完封を挟んで25イニング連続無失点を記録している。また、阪急の投手で日本シリーズで完封を記録しているのは足立のみである。しかし同年シリーズの第7戦では大杉勝男に疑惑の本塁打を打たれた。それがきっかけで日本シリーズ史に残る1時間19分にわたる中断事件が起きるが、足立は同事件が原因で肩を冷やしてしまうとともに故障していた膝に水が溜まり（足立は膝の水を抜きながらシリーズを戦っていた）、再開と同時に降板を余儀なくされている。これが足立にとっての日本シリーズ最後の登板となった。大杉への1球について「ゴロを打たすつもりが、甘く入ったわ」と述べ、悔いはないとしている。

### 山田久志との関係
入団2年目で山田が急成長した1970年、足立は「そのうち20勝しよるぞ」と感じ、球速が出なくなった自分は「このままやと、メシが食えんぞ」と危機感を覚え、肩への負担を抑える目的で打たせて取るピッチングをするため、シンカーを磨いて復活した。
足立の回想では1975年のシーズン中、ストレート中心のピッチングに限界を感じ始めた山田久志に、シンカーの投げ方の教えを請われたが、足立は「覚えんでええ」と断った。これは「直球で勝負できる時期は、それを生かした投球をするものである」という自身の経験によるものだったが、後に「自分より若い山田がシンカーを覚えたら大変な脅威になると感じた。チームに同じタイプの投手は2人いらないですからね」と正直な気持ちも吐露している。
後にシンカーの投げ方を教えたものの、これも手取り足取りの指導ではなく、「俺はこう握るが、投げ方は人それぞれ違う。後は自分で考えろ」とヒントを与えたに留めている。また、山田自身はシンカーの習得に必死になっていた頃であったため、後年に「最初から教われば『ああ、こういうものか』で終わったかもしれない。自分で苦心していた時期だったのですごく参考になった」と語っている。
同じアンダースローで球の速い山田が投げると打者の目が慣れて自分の緩い球が通用しにくいため、山田の投げた後に登板することを極端に嫌っていた。

## 詳細情報

### 年度別投手成績
| 年 度      | 球 団      | 登 板 | 先 発 | 完 投 | 完 封 | 無 四 球 | 勝 利 | 敗 戦 | セ 丨 ブ | ホ 丨 ル ド | 勝 率 | 打 者 | 投 球 回 | 被 安 打 | 被 本 塁 打 | 与 四 球 | 敬 遠 | 与 死 球 | 奪 三 振 | 暴 投 | ボ 丨 ク | 失 点 | 自 責 点 | 防 御 率 | W H I P |
| ---------- | ---------- | ----- | ----- | ----- | ----- | -------- | ----- | ----- | -------- | ----------- | ----- | ----- | -------- | -------- | ----------- | -------- | ----- | -------- | -------- | ----- | -------- | ----- | -------- | -------- | ------- |
| 1959       | 阪急       | 36    | 11    | 2     | 0     | 0        | 4     | 7     | --       | --          | .364  | 466   | 111.2    | 113      | 4           | 25       | 1     | 3        | 63       | 0     | 0        | 57    | 47       | 3.79     | 1.24    |
| 1960       | 阪急       | 41    | 13    | 1     | 1     | 0        | 4     | 7     | --       | --          | .364  | 449   | 112.1    | 101      | 6           | 19       | 2     | 3        | 52       | 1     | 0        | 42    | 40       | 3.20     | 1.07    |
| 1961       | 阪急       | 27    | 6     | 0     | 0     | 0        | 1     | 4     | --       | --          | .200  | 267   | 62.0     | 71       | 7           | 11       | 0     | 2        | 37       | 0     | 0        | 33    | 28       | 4.06     | 1.32    |
| 1962       | 阪急       | 39    | 9     | 4     | 4     | 2        | 8     | 4     | --       | --          | .667  | 483   | 123.2    | 92       | 8           | 22       | 3     | 1        | 94       | 0     | 0        | 32    | 27       | 1.96     | 0.92    |
| 1963       | 阪急       | 47    | 24    | 5     | 2     | 0        | 6     | 18    | --       | --          | .250  | 803   | 200.2    | 187      | 24          | 31       | 6     | 6        | 121      | 0     | 0        | 89    | 77       | 3.45     | 1.09    |
| 1964       | 阪急       | 46    | 29    | 8     | 4     | 2        | 13    | 15    | --       | --          | .464  | 927   | 236.0    | 200      | 26          | 37       | 3     | 5        | 125      | 0     | 0        | 82    | 73       | 2.78     | 1.00    |
| 1965       | 阪急       | 31    | 24    | 10    | 4     | 2        | 15    | 9     | --       | --          | .625  | 684   | 171.0    | 146      | 14          | 35       | 1     | 11       | 104      | 0     | 0        | 59    | 52       | 2.74     | 1.06    |
| 1966       | 阪急       | 52    | 30    | 10    | 3     | 2        | 17    | 14    | --       | --          | .548  | 1099  | 270.1    | 243      | 27          | 49       | 5     | 14       | 158      | 0     | 0        | 98    | 79       | 2.63     | 1.08    |
| 1967       | 阪急       | 43    | 29    | 17    | 5     | 1        | 20    | 10    | --       | --          | .667  | 1042  | 268.0    | 191      | 13          | 60       | 10    | 9        | 130      | 0     | 0        | 65    | 52       | 1.75     | 0.94    |
| 1968       | 阪急       | 5     | 4     | 0     | 0     | 0        | 0     | 1     | --       | --          | .000  | 74    | 18.0     | 13       | 2           | 5        | 0     | 1        | 12       | 0     | 0        | 11    | 7        | 3.50     | 1.00    |
| 1969       | 阪急       | 33    | 5     | 0     | 0     | 0        | 2     | 1     | --       | --          | .667  | 265   | 60.1     | 73       | 10          | 10       | 2     | 6        | 32       | 0     | 0        | 39    | 32       | 4.77     | 1.38    |
| 1970       | 阪急       | 46    | 6     | 3     | 0     | 0        | 9     | 2     | --       | --          | .818  | 469   | 117.0    | 112      | 11          | 24       | 3     | 3        | 59       | 0     | 0        | 45    | 39       | 3.00     | 1.16    |
| 1971       | 阪急       | 43    | 32    | 18    | 4     | 3        | 19    | 8     | --       | --          | .704  | 996   | 252.2    | 200      | 21          | 55       | 9     | 11       | 116      | 0     | 0        | 80    | 70       | 2.49     | 1.01    |
| 1972       | 阪急       | 34    | 23    | 12    | 1     | 2        | 16    | 6     | --       | --          | .727  | 785   | 195.1    | 174      | 25          | 31       | 5     | 4        | 71       | 0     | 0        | 69    | 57       | 2.63     | 1.05    |
| 1973       | 阪急       | 27    | 15    | 3     | 0     | 1        | 4     | 6     | --       | --          | .400  | 443   | 103.0    | 117      | 20          | 23       | 5     | 6        | 41       | 0     | 7        | 60    | 53       | 4.63     | 1.36    |
| 1974       | 阪急       | 30    | 27    | 8     | 3     | 0        | 10    | 9     | 1        | --          | .526  | 758   | 180.2    | 183      | 17          | 40       | 9     | 11       | 66       | 1     | 1        | 76    | 63       | 3.14     | 1.23    |
| 1975       | 阪急       | 26    | 25    | 16    | 1     | 3        | 11    | 10    | 0        | --          | .524  | 780   | 191.2    | 177      | 12          | 32       | 7     | 11       | 66       | 0     | 0        | 69    | 58       | 2.72     | 1.09    |
| 1976       | 阪急       | 31    | 29    | 14    | 2     | 3        | 17    | 8     | 1        | --          | .680  | 868   | 212.2    | 207      | 18          | 27       | 3     | 14       | 67       | 2     | 0        | 80    | 60       | 2.54     | 1.10    |
| 1977       | 阪急       | 20    | 15    | 7     | 2     | 3        | 7     | 7     | 0        | --          | .500  | 461   | 114.0    | 117      | 10          | 17       | 3     | 3        | 38       | 0     | 0        | 54    | 40       | 3.16     | 1.18    |
| 1978       | 阪急       | 15    | 14    | 3     | 0     | 0        | 4     | 6     | 1        | --          | .400  | 371   | 85.2     | 101      | 13          | 12       | 3     | 6        | 23       | 0     | 0        | 47    | 40       | 4.20     | 1.32    |
| 1979       | 阪急       | 4     | 2     | 0     | 0     | 0        | 0     | 1     | 0        | --          | .000  | 71    | 16.1     | 20       | 4           | 2        | 0     | 0        | 7        | 0     | 0        | 13    | 11       | 6.06     | 1.35    |
| 通算：21年 | 通算：21年 | 676   | 372   | 141   | 36    | 24       | 187   | 153   | 3        | --          | .550  | 12561 | 3103.0   | 2838     | 292         | 567      | 80    | 130      | 1482     | 4     | 8        | 1200  | 1005     | 2.91     | 1.10    |

- 各年度の太字はリーグ最高

### タイトル
- 最優秀防御率：1回 （1967年）

### 表彰
- 最優秀選手：1回 （1967年）
- ベストナイン：1回 （1967年）
- ダイヤモンドグラブ賞：4回 （1972年、1974年 - 1976年）
- 日本シリーズ敢闘賞：3回 （1967年、1972年、1978年）※史上最多
- 日本シリーズ優秀選手賞：1回 （1969年）
- 日本シリーズ最優秀投手賞：2回 （1976年、1977年）
- パ・リーグプレーオフ技能賞：1回 （1975年）
- パ・リーグプレーオフ優秀投手賞：1回 （1977年）

### 記録
初記録
- 初登板・初勝利：1959年4月10日、対東映フライヤーズ1回戦（駒澤野球場）
- 初本塁打：1964年3月15日、対西鉄ライオンズ2回戦（平和台球場)、若生忠男から(通算で唯一)

その他の記録
- オールスターゲーム出場：6回 （1964年、1966年、1967年、1971年、1972年、1976年）

### 背番号
- 16 （1959年 - 1980年）
- 71 （1981年 - 1985年）